# Museo de los Ferrocarrileros
El Museo de los Ferrocarrileros se encuentra localizado al el norte de la Ciudad de México en las instalaciones que ocupó la estación de La Villa. Inaugurado en 2006, en la exposición se muestra la historia de los ferrocarriles en México, la historia de la estación de trenes de La Villa, así como diferentes movimientos sociales de los ferrocarrileros en la historia de México. Pertenece a la Secretaría de Cultura de la Ciudad de México.

## Edificio
El museo se creó en lo que fue la estación de La Villa, construida en 1907 en un fragmento de terreno que formó parte de la Hacienda de Santa Ana de Aragón, ubicada entonces en la jurisdicción de Guadalupe Hidalgo, y de donde partían los ferrocarriles de la Ciudad de México con rumbo a Veracruz. Se remodeló para albergar el Museo de los Ferrocarrileros, recinto perteneciente a la Secretaría de Cultura del Gobierno de la Ciudad de México. El techo del inmueble es una bóveda de piedra y hierro que se realizó utilizando rieles de ferrocarril; en el exterior sobresale su balaustrada de piedra. En sus tres salas se han montado diversas exposiciones temporales.

## Colección
El museo no cuenta con un acervo propio, sino exhibe material de diferentes fondos, entre los que se encuentran los del Centro Nacional para la Preservación del Patrimonio Cultural Ferrocarrilero, el Museo Nacional de los Ferrocarriles Mexicanos de la ciudad de Puebla y fotografías del Centro de Estudios del Movimiento Obrero y Socialista (CEMOS).

### Locomotora "Sin Fuego"
Una de las piezas principales del acervo del museo es la locomotora Sin Fuego, que es única en el país, se trata de una locomotora de vapor a presión que fue construida por la compañía Davenport Locomotive Works en Estados Unidos.

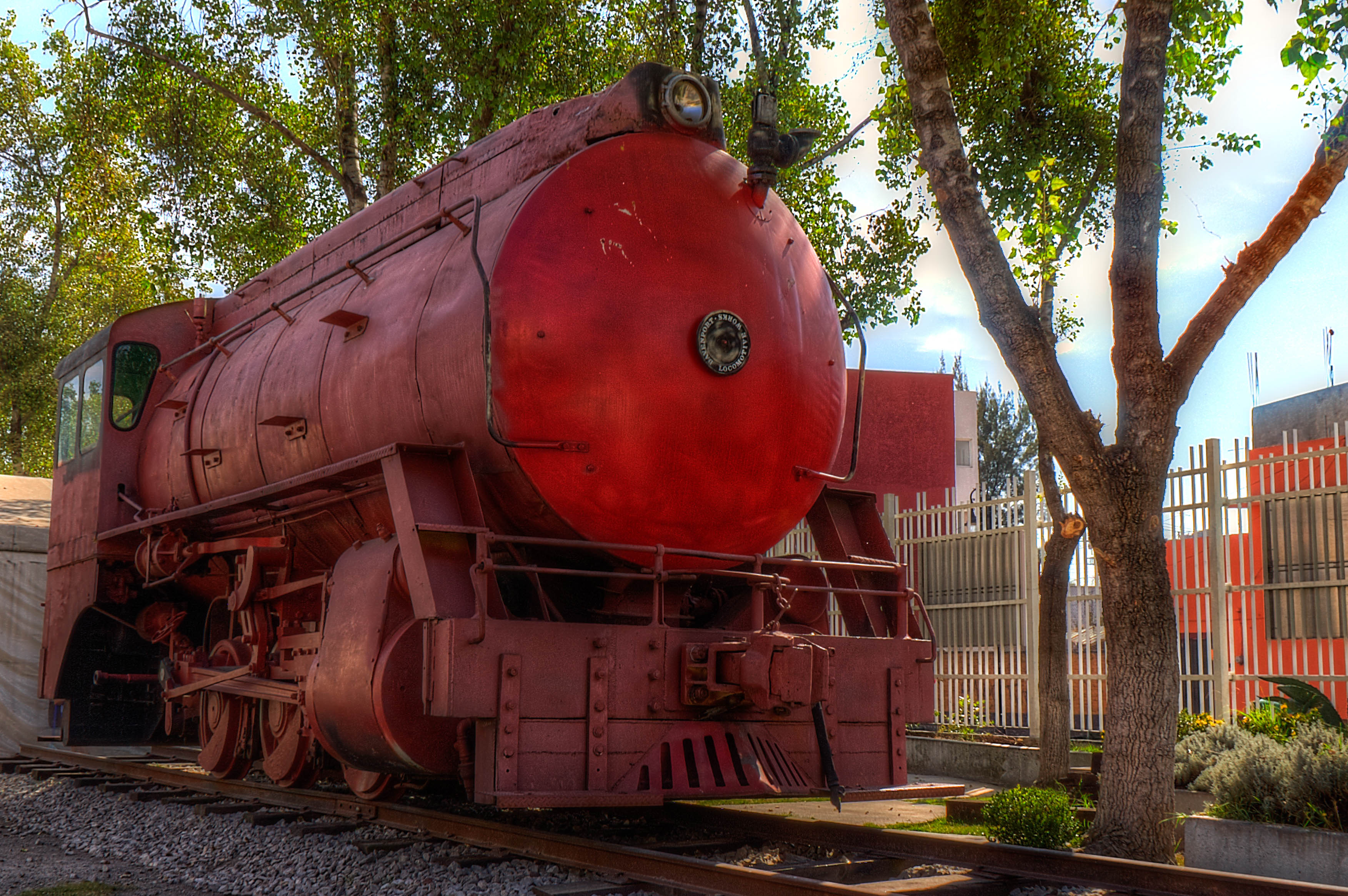
La locomotora Sin Fuego en el 2014.

La locomotora fue adquirida en los años cuarenta del siglo XX por PEMEX, para realizar movimientos en los patios ferroviarios y abastecer los carros tanques de combustible en la  refinería de Azcapotzalco. Dejó de funcionar en la década de los 90 con el cierre de la refinería y estuvo en los almacenes de PEMEX en Azcapotzalco hasta el 3 de agosto de 2014 cuando fue donada al museo mediante un convenio suscrito con el Gobierno del Distrito Federal. 
El vapor con el que funcionaba era producido mediante un generador eléctrico externo, ya que carece de fogón, de ahí que se le denomine “sin fuego”.

## Actividades
En este espacio se realizan de ciclos de conferencias; presentaciones de libros; conciertos; obras de teatro; talleres; títeres; funciones de danza; visitas guiadas para público en general, estudiantes y personas de la tercera edad; y cine club todos los sábados, con exhibición de películas relacionadas con los ferrocarriles. También pone a disposición del público su Centro de documentación, que está en formación, donde hay libros, documentos, planos, videograbaciones, fotografías y audios. 